# Рудольф Бахер
Рудольф Бахер (нім. Rudolf Bacher; 20 січня 1862, Відень — 16 квітня 1945, Відень) — австрійський художник і пластик.

## Біографія
Рудольф Бахер вивчав історію живопису у віденській Академії образотворчих мистецтв. Його вчителем був видатний австрійський художник-орієнталіст, ілюстратор Леопольд Карл Мюллер і професор історичного живопису Хрістіяна Ґріпенкера. Бахер вправлявся у пейзажному і релігійному живописі, портреті.
Рудольф Бехер отримав 1886 вищу премію і малу золоту медаль (Берлін. 1896), був членом Мистецького дому (нім. Künstlerhauses) (1894), серед співзасновників Віденського сецесіону (1897), до якого належав до 1939 і був президентом у 1904/05 і 1912/1914 роках). З часом Бахер все більше присвячував себе портрету, пластиці тварин.
Рудольф Бахер був професором загального живопису (1903—1920) Академії витончених мистецтв (нім. Akademie der bildenden Künste), де він був керівником (1909—1919), три рази ректором (1911—1926), проректором (1913—1928), радником (1923). Він був почесним членом Академії (1933), отримав до 80-річчя медаль Гете для мистецтв і наук (1942), почесне кільце містя відня (1942), премію Вальдмюллера міста Відня (1943).